# 勇氣在哪？在你的內心！
《勇气在哪？在你的内心！》（日语：／ Yūki wa Doko ni? Kimi no Mune ni!）是Aqours的单曲，也是电视动画《Love Live! Sunshine!!》第二季的片尾曲，于2017年11月15日由Lantis发售。

## 简介
本单曲为电视动画《Love Live! Sunshine!!》第二季的片尾曲。与之前《Love Live!》系列动画的片尾曲相似，每集片尾曲演唱者都有所不同，单曲CD只收录Aqours全员版本。初回生产限定盘会随机封入Aqours人物卡片一张（共9种），不同店铺也会提供不同的特典。

## 收录曲目
收录内容中vocal曲以粗体表示，括号中的中文翻译仅供参考，并非官方翻译。
| CD       | CD                         | CD               | CD         | CD    |
| 曲序     | 曲目                       | 作曲             | 编曲       | 时长  |
| -------- | -------------------------- | ---------------- | ---------- | ----- |
| 1.       | （勇气在哪？在你的内心！） | 小高光太郎、UiNA | 小高光太郎 | 4:44  |
| 2.       | to you!                    | 原知也           |            | 4:03  |
| 3.       |                            |                  |            | 4:44  |
| 4.       | to you!                    |                  |            | 4:02  |
| 总时长： | 总时长：                   | 总时长：         | 总时长：   | 17:33 |